# Адріан Еммануель Мартінес
Адріан Еммануель Мартінес (ісп. Adrián Emmanuel Martínez, нар. 7 липня 1992, Кампана) — аргентинський футболіст, нападник клубу «Расінг» (Авельянеда).

## Ігрова кар'єра
Народився 7 липня 1992 року в місті Кампана, провінція Буенос-Айрес. Мартінес грав у футбол на молодіжному рівні у «Вілья Дальміне» у віці 17 років, а потім за аматорський клуб «Лас-Акасіас», одночасно працюючи збирачем сміття та муляром. На попередній роботі його звільнили з компанії після аварії на мотоциклі. У 2014 році, після того як його брата застрелили, Мартінеса заарештували за звинуваченням у підпалі та пограбуванні будинку нападника. Він провів шість місяців у в'язниці, поки не зміг довести свою невинність. Після виходу з в'язниці він повернувся до «Лас-Акасіаса» перед тим, як у січні 2015 року потрапив у «Дефенсорес Унідос».
У 2017 році, після того, як він забив 21 гол за «Дефенсорес», Мартінес приєднався до команди «Атланта» (Буенос-Айрес). Там він забив 15 голів у своєму єдиному сезоні в клубі.
18 червня 2018 року Мартінес переїхав за кордон і приєднався до парагвайського вищолігового клубу «Соль де Америка». Він був найкращим бомбардиром клубу з 12 голами. 18 грудня 2018 року Мартінес підписав контракт з іншим місцевим клубом «Лібертад». 13 лютого 2019 року він зробив хет-трик у домашньому матчі Кубка Лібертадорес проти клубу «Зе Стронгест» (5:1). 4 грудня того ж року він виграв свій перший трофей у кар'єрі, Кубок Парагваю, будучи головним героєм команди у здобутті кубка, забивши загалом у турнірі 7 голів, в тому числі 2 у фіналі проти «Гуарані» (3:0).
5 липня 2021 року аргентинця віддали в оренду до «Серро Портеньйо», а по її завершенні 12 квітня 2022 року він був орендований до кінця року бразильським клубом «Корітіба». В кінці року Мартінес залишив бразильський клуб, де він зіграв 24 матчі чемпіонату і кубку, забивши чотири голи та віддавши одну результативну передачу.
На початку 2023 року він остаточно покинув «Лібертад» і підписав контракт з «Інституто» як вільний агент на один рік, що стало його першим досвідом в аргентинському футболі за п'ять років. Зіткнувшись із викликом, Адріан подолав його і став головною фігурою команди, допомігши їй вийти до вищого дивізіону завдяки 18 голам у 41 матчі. У грудні 2023 року аргентинець покинув клуб.
На початку 2024 року Мартінес уклав контракт на три сезони з «Расінгом» (Авельянеда). У 2024 році Мартінес забив 30 голів у 49 іграх, в тому числі 10 голів у Південноамериканському кубку 2024 року, ставши найкращим бомбардиром турніру, чим допоміг клубу виграти цей трофей. Наступного року виграв з командою і Рекопу Південної Америки, забивши один з голів у першому матчі проти «Ботафогу». Станом на 25 березня 2025 року відіграв за команду з Авельянеди 40 матчів в національному чемпіонаті.

## Титули і досягнення

### Командні
- Чемпіон Парагваю (2):

«Лібертад»: 2021 А
«Серро Портеньйо»: 2021 К
- Володар Кубка Парагваю (1):

«Корітіба»: 2019
- Переможець Ліги Паранаенсе (1):

«Корітіба»: 2022
- Володар Південноамериканського кубка (1):

«Расінг» (Авельянеда): 2024
- Переможець Рекопи Південної Америки (1):

«Расінг» (Авельянеда): 2025

### Особисті
- Найкращий бомбардир Південноамериканського кубка: 2024 (10 голів)